# MG Y-type
La MG Type Y est une automobile produite par le constructeur de voitures de sport MG au Royaume-Uni entre 1947 et 1953. Elle était disponible en berline quatre portes et en production limitée, en randonneuse quatre places.
Lorsque la production a cessé, 8.336 Type "Y" avaient été produites, dont 6.131 berlines "YA", 904 randonneuses "YT" et 1.301 berlines "YB".

## Les Berlines YA

### Développement et lancement
Dans les années précédant la Seconde Guerre Mondiale, MG chercha à compléter sa gamme populaire de voitures de sport 'Midget' avec trois berlines de différentes tailles et cylindrées. Ceux-ci étaient les modèles "S", "V" et "W". L'usine MG à Abingdon-on-Thames avait grandi en développant des produits Morris et ils ont toujours été étroitement associés (William Morris étant actionnaire majoritaire) à ce qui allait devenir la Nuffield Organisation (Morris, Wolseley et, plus tard, Riley). La "WA" avait un moteur de 2561 cm³, la "SA" 2288  cm³ et la plus petite du groupe, l² "VA", avait un moteur de 1 548 cm³. Le développement suivant de la gamme prévoyait d'inclure une plus petite berline, de plus petite cylindrée que la "VA", et comme base, le bureau de design de Cowley se tourna vers la berline Morris Dix-Quatre Série M, introduite en 1938, et la plus petite Eight Series E, qui fut présentée à l'Earls court Motor show de la même année.
Le prototype du Type "Y" fut construit en 1939, avec une date de lancement prévue pour l'Earls court Motor show de l'année suivante. Toutefois, en raison des hostilités, le public a dû attendre huit années supplémentaires avant le début de l'exploitation. Tous les prototypes provenant de l'Usine MG à Abingdon ont reçu des numéros de série préfixés par les lettres EX ; cette pratique s'est poursuivie jusqu'au milieu des années cinquante. Bien que le prototype de la MG Type "Y" était avant tout un concept Morris de Cowley, une grande partie de son habillage et de sa finition était réalisé à Abingdon. En conséquence, il reçut le numéro de prototype EX.166.
Lorsque la voiture a été lancée, la littérature de vente MG déclara "Un brillant nouveau Membre de la célèbre race MG. Cette nouvelle  voiture d'un Litre un Quart perpétue les caractéristiques exceptionnelles du succès de ses prédécesseurs – accélérations viriles, remarquable tenue de route, réponse instantanée aux commandes, et superbe freinage. Une  voiture "vivante", la nouvelle Un Litre un Quart prévoit des normes de performance plus élevées." Au royaume-uni, le prix de la voiture était de 52 500 livres sterling en sortie d'usine, plus les taxes à l'achat de 146 118 livres. 

### La carrosserie et le châssis
Gerald Palmer, responsable pour le style de carrosserie, prit une Morris Eight Série E à quatre portes à carrosserie en tôle d'acier, a ajouté une queue balayée et des ailes arrière, et bien sûr une calandre avant MG verticale bien identifiable. La berline MG 1 1/4 Litre conservait la tradition des phares montés séparément, au moment où Morris les intégrait dans les ailes avant, et un châssis séparé sous la carrosserie en acier embouti, bien que la tendance dans l'industrie soit en faveur des "monocoques".
La voiture avait une suspension avant indépendante conçue par Gerald Palmer et Jack Daniels (dessinateur MG), qui utilisait la technologie la plus récente du moment et la Type "Y" devint le premier produit Nuffield et une des premières voitures Britanniques de production avec cette fonctionnalité. Le châssis séparé permettait d'inclure le Système Jackall, qui se composait de quatre vérins à commande hydraulique boulonnés sur le châssis, deux à l'avant et deux à l'arrière. Les vérins sont connectés à une pompe dite Jackall sur le châssis permettant de lever l'avant, l'arrière, ou l'ensemble de la voiture pour faciliter un changement de roue.

### Moteur
L'unité de puissance était une version à un seul carburateur du moteur de 1 250 cm3 utilisé dans les dernières MG-TB. Ce moteur, le XPAG, continua à alimenter les séries MG TC et MG-TD. La berline MG Type Y développait 46 ch à 4 800 tr/min, avec 79 N m de couple à 2 400 tr/min, la randonneuse YT (avec l'arbre à cames le plus avancé et des doubles carburateurs) développait 54 ch (40 kW). À l'exception de la Rover Dix, qui proposait 2 ch de plus, la Type "Y" était plus puissante que les autres berlines britanniques de taille similaire. En effet, à l'époque, de nombreux fabricants continuaient à produire des moteurs à soupapes latérales.

### Intérieur
La MG Type "Y" avait un très haut niveau de finition intérieure, conformément aux meilleures traditions Britanniques. Le revêtement de tous les sièges était en cuir, ainsi que les poches de portes. L'arrière des sièges avant étaient en Rexine, une forme de similicuir, assorti au cuir, de même que les panneaux de portes elles-mêmes. Il y avait même un store à la lunette arrière comme  mécanisme anti-éblouissement (et non pas un écran de vie privée comme beaucoup le pensaient).
Une utilisation considérable de bois était faite en garniture intérieure de la Type "Y". Les fenêtres des portes, le pare-brise et la lunette arrière étaient encadrés de ronce de noyer, le tableau de bord en placage assorti, et du côté du passager, la boîte à gants.
Le compteur de vitesse, l'horloge, et un groupe de trois jauges, de pression d'huile, de carburant et un ampèremètre, se trouvaient derrière des cadres chromés  octogonaux, une subtile itération de l'insigne MG, thème repris ultérieurement dans la MG TF.

### Performance et impressions contemporaines
Une voiture testée par le magazine britannique The Motor en 1951 avait une vitesse de pointe de 112 km/h et put accélérer de 0 à 97 km/h en 29,9 secondes. Une consommation de carburant de 9,6 litres aux cent kilomètres fut enregistrée. La voiture de l'essai coûtait £880, taxes comprises.
Le rival Autocar Magazine avait enregistré des résultats similaires en 1949, au moment où il était déjà possible de voir dépassée une voiture qui "[était] pratiquement seule ... à continuer à offrir la forme de l'apparence à laquelle beaucoup d'automobilistes continuent de s'accrocher, en dépit de l'acceptation plus large de formes qui sont appelées modernes". Toujours prêts à mettre en évidence les aspects positifs de la voiture, les testeurs d'Autocar apprécient plusieurs fonctionnalités sur la berline MG 1¼ litre qui avaient été abandonnées dans les nouvelles conceptions de véhicules, telles que les "sièges avant à réglage individuel", un (petit) panneau de toit glissant et un store arrière. Cependant, le taux de compression de la voiture est "assez élevé" à 7,2:1 et est problématique vu le carburant de type "essence de Piscine" que les acheteurs du Royaume-Uni étaient encore obligés d'utiliser. Du cliquetis fut relevé "lors de l'accélération dans les basses vitesses" ainsi que "un peu d'auto-allumage [après que le moteur fut éteint]". Les testeurs ont eu l'occasion de conduire leur voiture dans la partie continentale de l'Europe, et ont déclaré que le moteur fut "une révélation ... [avec] un carburant de meilleure qualité".

## Tourer (Randonneuse) YT
En 1948, plusieurs (nombre actuellement estimé à 9) Type "YA" (composé de châssis, moteurs et certaines parties de carrosseries) ont été importées en Suisse et furent carrossées en cabriolet par différents carrossiers, comme Reinbolt & Christé. L'idée de la randonneuse quatre places était très populaire avant la guerre, et, en théorie, il y avait donc toujours un marché. En conséquence, une version "TC" du moteur XPAG fut mariée à une carrosserie ouverte en acier embouti avec une capote entièrement rabattable et des portes carrossées.
Une randonneuse de production, la MG "YT", a été lancée au salon de l'Automobile de 1948. Elle fut disponible pour l'exportation seulement, avec volant à droite ou à gauche. Seuls 877 exemplaires de ces voitures furent produites lorsque la fabrication cessa en 1950, le modèle n'ayant pas eu le succès que MG avait espéré; et en effet, d'autres fabricants Britanniques avaient également des problèmes pour vendre des versions ouvertes de leurs berlines.
La "YT" n'a pas bénéficié de boiseries, mais avait le même niveau de garnissage de sièges. Elle avait plus d'instrumentation, il y avait un tachymètre, ou compte-tours, en face du conducteur, le compteur de vitesse était placé en face du passager, avec un groupe de cadrans auxiliaires au centre, ce qui lui donnait une apparence sportive similaire à la TC, avec un tableau de bord à double fronton.

## La YB
En 1952, MG mit à jour le Type "Y" et un modèle amélioré fut lancé, connu sous le nom "YB". La "YB" avait un tout nouveau système de freinage Lockheed à double semelles, des roues de 15 pouces et un essieu arrière beaucoup plus moderne de type hypoïde.
La tenue de route a également été améliorée par l'introduction de roues plus petites, de 381 mm, la "Y" et la "Y/T" avaient toutes les deux des roues de 406,4 mm. La "YB" a également une barre anti-roulis montée à l'avant de la voiture et des amortisseurs plus costauds ont été montés.
Peu d'autres choses ont changé sur la voiture, qui semblait maintenant dater vraiment fort. La YB persévéra jusqu'à la fin 1953 et la MG ZA Magnette a été introduite en 1954.

## Chiffres de Production
Les chiffres originaux de la production de la MG Type Y furent perdus ou détruits lors de la fermeture de l'usine MG d'Abingdon en 1981. Ce qui est certain, c'est qu'il y eut un total de 8.336 châssis Y produits, dont 7.035 étaient des MG YA ou MG YT (la répartition exacte n'est pas connue) et 1.301 étaient des MG YB. La preuve originale relève que la séparation des MG YA et des MG YT est de 6.158 à 877, ce sont les chiffres le plus souvent cités dans les livres et les magazines. Après plus de 10 ans de recherche mondiale par l' International MG Type Y Register, il est actuellement prouvé que ces chiffres sont faux et la répartition exacte est admise comme étant à 6.131 MG YA et 904 MG YT.